# Fréchou
Fréchou (okzitanisch: Lo Hrèisho) ist eine französische Gemeinde mit 223 Einwohnern (Stand: 1. Januar 2022) im Département Lot-et-Garonne in der Region Nouvelle-Aquitaine (vor 2016 Aquitaine). Die Gemeinde gehört zum Arrondissement Nérac und zum Kanton L’Albret. Die Einwohner werden Fréchoulais genannt.

## Geografie
Fréchou liegt etwa 26 Kilometer westsüdwestlich von Agen an der Osse. Umgeben wird Fréchou von den Nachbargemeinden Nérac im Norden, Lasserre im Osten und Nordosten, Moncrabeau im Süden und Osten, Mézin im Westen und Südwesten sowie Andiran im Nordwesten.

## Bevölkerungsentwicklung
| Jahr                       | 1962 | 1968 | 1975 | 1982 | 1990 | 1999 | 2006 | 2018 |
| Einwohner                  | 326  | 303  | 256  | 248  | 264  | 249  | 213  | 232  |
| Quellen: Cassini und INSEE |      |      |      |      |      |      |      |      |

## Sehenswürdigkeiten
- Kirche Saint-Christophe
- Schloss Fréchou, seit 1952 Monument historique

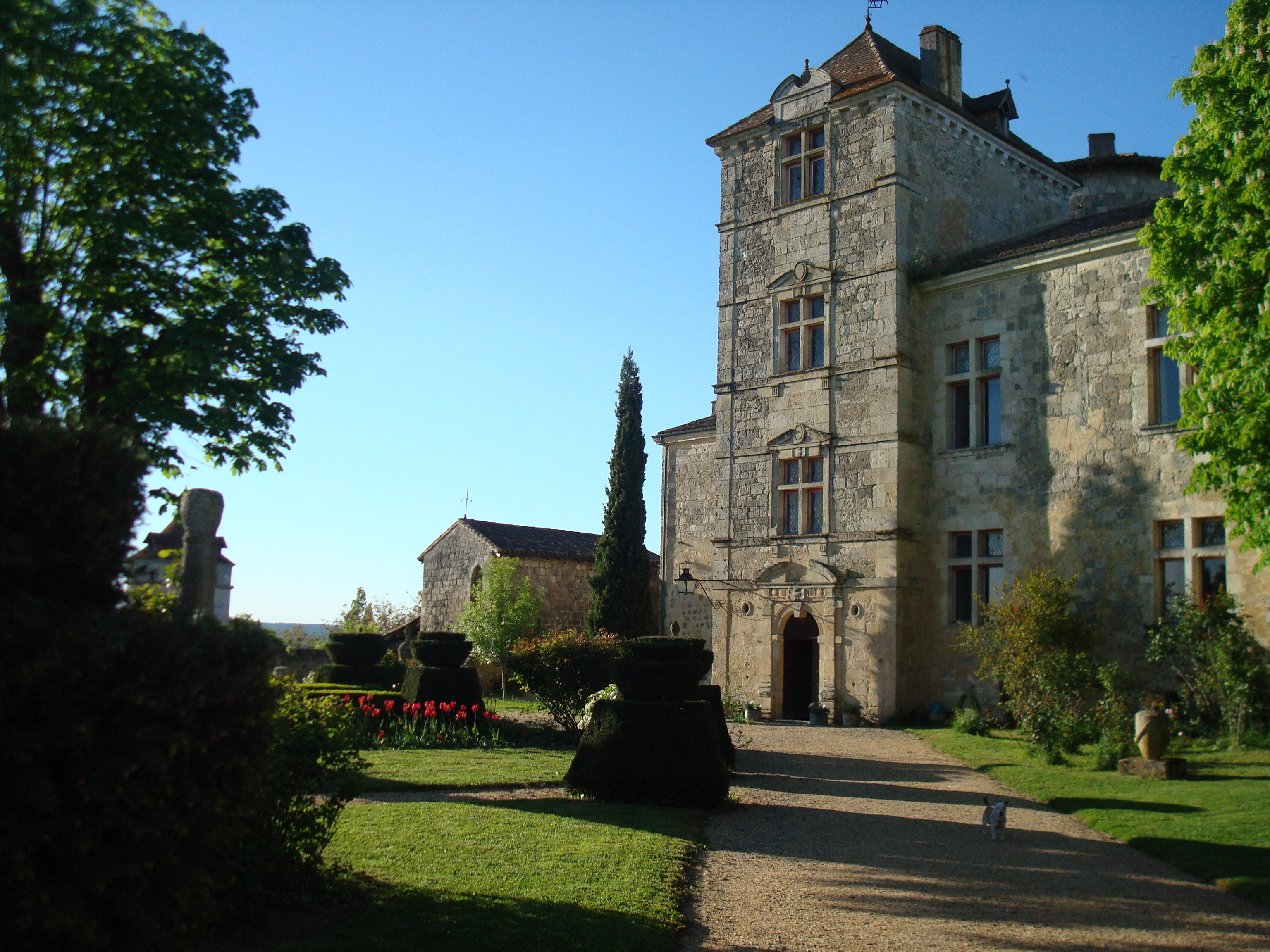
Schloss Fréchou

- Schloss Laclotte
- Schloss Mauriet
- Turm von Asquet